# Иркутский пожар (1879)
Иркутский пожар — серия крупных пожаров, произошедших в Иркутске 22 и 24 июня 1879 года и уничтоживших значительную часть города. Самые опустошительные пожары в истории Иркутска, уничтожившие половину тогдашнего города.

## Пожар 22 июня
Пожар начался с возгорания стайки в одном из дворов на Баснинской улице (современная улица Свердлова) возле Мелочного базара. Огонь быстро распространился на соседние улицы, после чего загорелись большие деревянные здания Юнкерского училища на углу Медведниковской (Халтурина) и Ланинской (Декабрьских Событий) улиц и военно-аптечные склады. Огромное пламя от этих строений быстро перекинулось на другие улицы. Пожар был остановлен усилиями воинских подразделений и рабочих артелей, которые разбирали деревянные сооружения по периметру пожара. Поздно вечером пожар прекратился.
В результате пожара целиком выгорело 11 кварталов, 3 квартала — частично. В общей сложности было уничтожено 190 дворов с 813 строениями. Сообщалось о гибели 3 человек, пострадавших 3000 человек.

## Пожар 24 июня
24 июня пришлось на воскресенье, базарный день, в Иркутск съехалось множество народу, улицы были запружены повозками и телегами. Погода была жаркой и ветреной. Пожар начался на постоялом дворе мещанина Закатина на Котельниковской улице (Фурье). На улицах началась паника. Близлежащие улицы были густо застроены деревянными домами купцов, что способствовало быстрому распространению пожара. Через час горели дома двух кварталов, а через три — двенадцати. На улице Большой (Карла Маркса) загорелись купеческие дома Аксенова, Котельникова, Катышевцева, Зазубрина, Трапезникова. Пламя шло к мелочному базару и в то же время распространялось к Солдатским улицам, Блиновой (Партизанская), Благовещенской (Володарского) и другим. Поднялся ветер и огонь шел прямо по крышам.
На Спасо-Лютеранской (Сурикова) улице загорелся и взорвался Александро-Невского винокуренный завод. К вечеру огонь дошел до Спасской площади (ныне сквер Кирова), где строился новый кафедральный собор. Загорелись здания Государственного Банка, Казначейства, губернского управления, Музея географического общества, громадный товарный гостиный двор, старые мещанские гостиные ряды, где наверху помещался губернский архив. Когда обрушилась крыша, дела архива вспыхнули и подхваченные вихрем, взлетели в воздух. Сила ветра была такова, что дела губернского архива находили потом далеко за городом и даже за Ангарой.
О силе верхового пожара говорил тот факт, что большой колокол Благовещенской церкви расплавился и стек на землю, образовав глыбу меди весом около тысячи пудов.
Пожар стал стихать поздним вечером того же дня.
В результате пожара целиком выгорел 61 квартал.

## Ущерб от пожаров

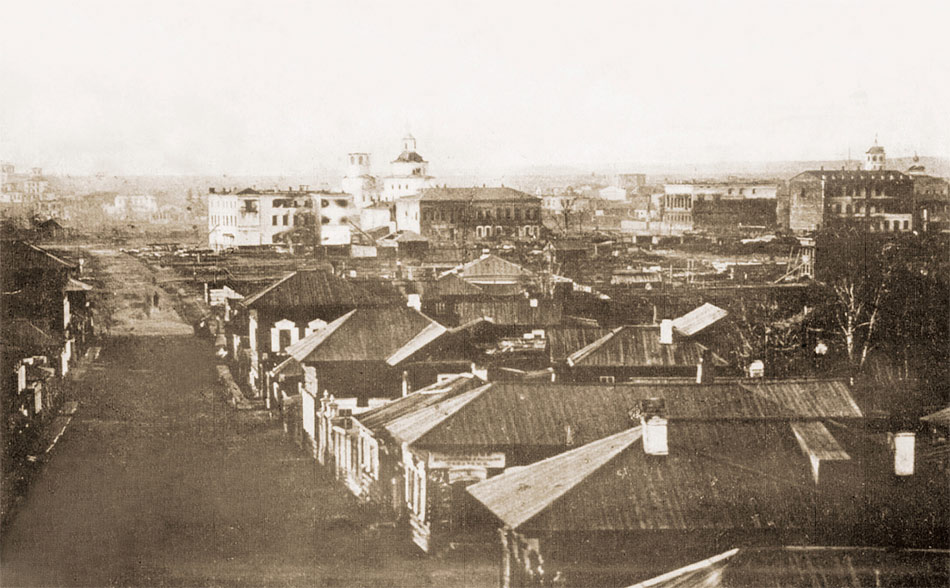
Иркутск после пожара 1879 года.

В результате двух пожаров было уничтожено 75 кварталов с 918 дворами, 105 каменными, 3418 деревянными постройками.
В том числе сильно пострадала центральная часть города, лучшие постройки, все гостиные дворы и ряды, почти все общественные и казенные учреждения со своими делами и архивами, почти все учебные заведения и библиотеки. Сгорели церкви: Владимирская, Тихвинская, Благовещенская, Харлампиевская, Еврейская синагога с расположенными при ней богадельней и училищем. Общий убыток от пожара составлял более 30 млн рублей.

## Причины пожара
Были выдвинуты различные версии возникновения пожаров — от необычайно жаркой погоды с сильным юго-западным ветром до заговора неких подозрительных личностей, намеренно поджегших город с двух концов, однако официально ни одна из этих версий не была подтверждена.
Масштабам пожара способствовала плотная деревянная застройка города, дефицит воды и плохая подготовка пожарных служб. Кроме того в этот момент город остался практически без руководства. Генерал-губернатор объезжал Забайкалье, губернатор был в Санкт-Петербурге, начальник штаба находился в командировке на Амуре, губернский воинский начальник — на Лене, полицмейстер ушел в отпуск и уехал из Иркутска, городской голова также был в отпуске и тоже отбыл из Иркутска.

## Восстановление города после пожара
После трагедии по всей России начался сбор пожертвований для иркутских погорельцев. На следующий год в Иркутске уже было построено 68 деревянных и 13 каменных домов. Застраивалась и центральная улица города — Большая. Городская дума приняла решение запретить возведение деревянных построек по линии Большой улицы и на расстоянии десяти сажень от неё. Постройки, выходящие на линию улицы, дозволялись только каменные и обязательно с железной крышей.
В апреле 1881 года губернское начальство обратилось к гражданам города Иркутска с предложением пожертвования средств пострадавшим от огня. Была организована подписка среди населения, которая позволила собрать 20 000 рублей. Значительную сумму выделил иркутский купец И. И. Базанов.
По инициативе купцов-золотопромышленников Сергея и Федора Константиновичей Трапезниковых было создано Иркутское пожарное общество. К 1884 году Иркутскому пожарному обществу поступили необходимые средства от взносов и пожертвований в сумме 18 895 рублей.
На средства иркутских купцов были восстановлены учебные и медицинские заведения. В течение 10 лет последствия пожара были полностью ликвидированы.